# Judaïsme messianique

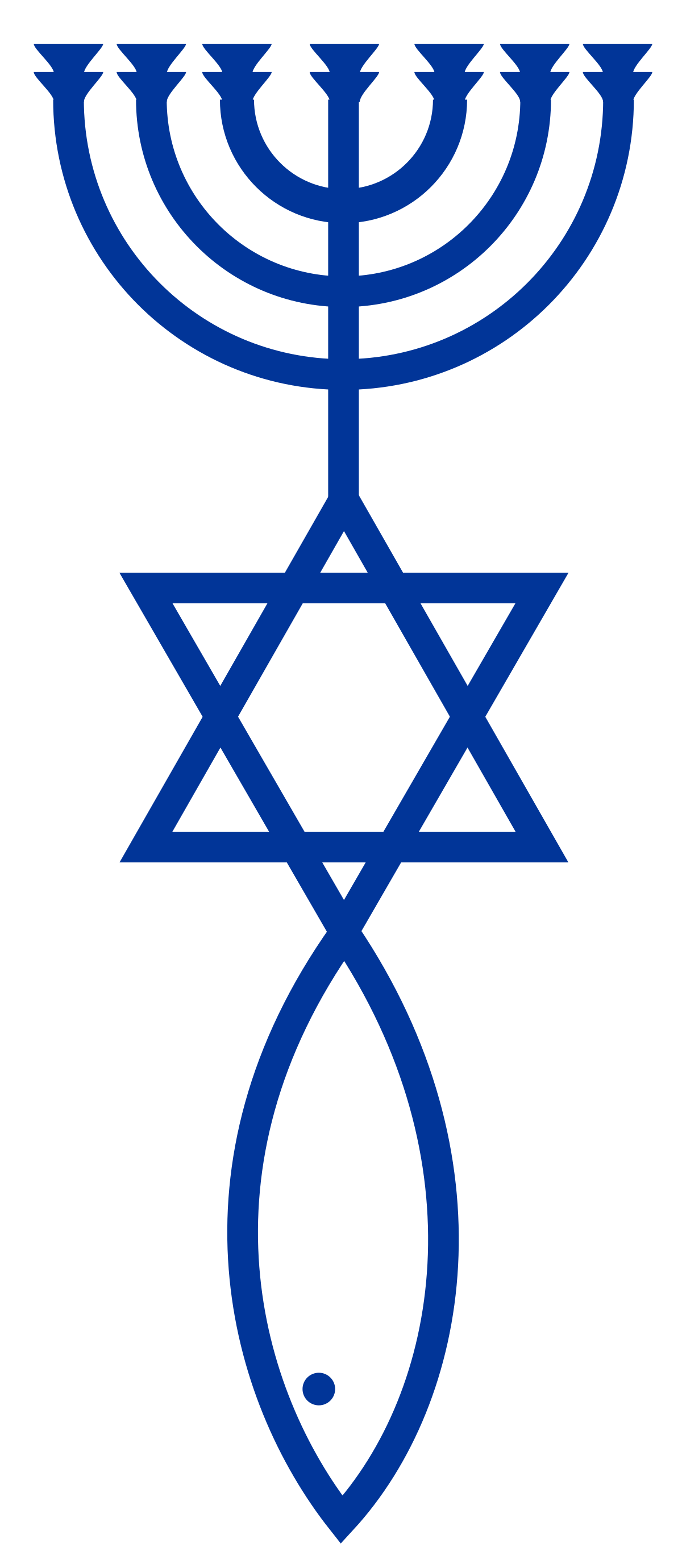
Un des symboles.

Le judaïsme messianique est un mouvement religieux chrétien, qui professe que Jésus est le Messie mais reprend des éléments du judaïsme et de la tradition juive ; il combine une théologie chrétienne avec des rites juifs. Ses fidèles se présentent souvent comme des juifs qui reconnaissent la messianité de « Yeshoua (יֵשׁוּעַ) », mais peu d'entre eux ont des origines juives.
Le mouvement trouve son origine dans l'anglicanisme en Angleterre au début du XIXe siècle parmi des groupes assumant la promotion du christianisme parmi les Juifs. Sa forme actuelle est apparue dans les années 1960 et 1970, issue du mouvement missionnaire chrétien du christianisme évangélique.
Le « judaïsme messianique » n'est pas reconnu comme un des courants du judaïsme. Ses pratiquants ne doivent pas non plus être confondus avec les juifs qui se convertissent au christianisme, et seuls ses membres d'origine juive selon la Halakha sont reconnus comme juifs par le rabbinat.
Ce mouvement religieux est fort mal considéré dans les milieux juifs, en raison de son intitulé qui prête à confusion (« judaïsme ») et de ses tendances au prosélytisme.

## Origine et développement auXIXesiècle

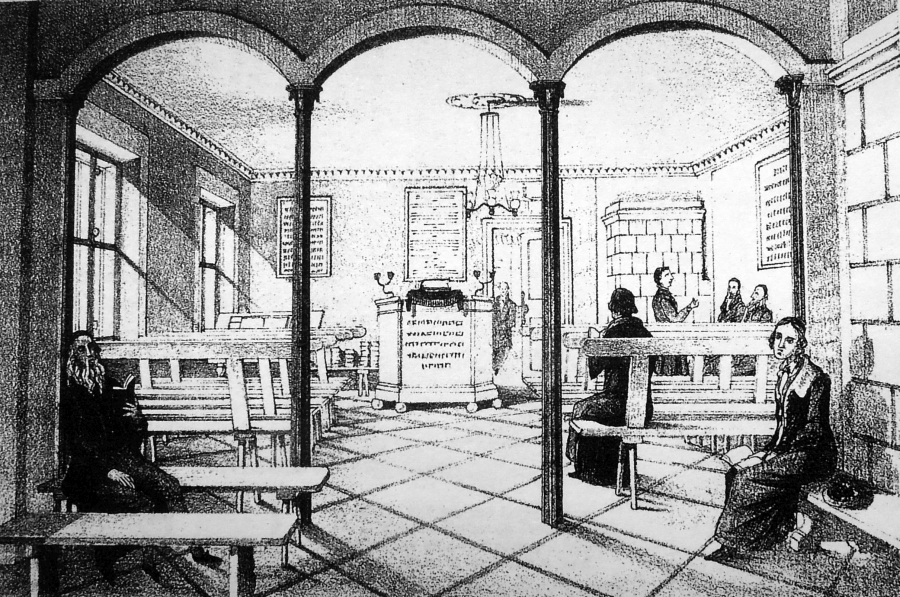
Chapelle de l'Institut pour les convertis juifs de la, à Varsovie en 1846.

### Origine anglaise
Les origines du mouvement du judaïsme messianique apparaissent dans l'Angleterre du XIXe siècle. Les premières organisations officielles sont dirigées par des Juifs convertis comme à la Church's Ministry Among Jewish People, société anglicane de Londres pour la promotion du christianisme parmi les Juifs de Joseph Frey (1809) qui a participé à la traduction du premier Nouveau Testament en hébreu en 1821. Ces organisations rappellent les fondements hébraïques de la foi chrétienne. Puis, la Hebrew-Christian Alliance voit le jour au Royaume-Uni en 1866, suivie par la Hebrew-Christian Aliance of America aux États-Unis en 1915. Cette dernière, en 1976, change de nom et devient la Messianic Jewish American Alliance.

### Communauté Rabinovitch
Choqué par la vague de pogroms des années 1880 puis par la misère de la population juive de Palestine qu'il visitait, le publiciste juif moldave Joseph Rabinovich (ru) arrive à la conclusion que la solution à la « question juive » est la foi en Jésus-Christ en tant que Messie et décide de créer en Bessarabie, une communauté religieuse judéo-chrétienne nationale dans le sud de la Russie,,,,,,.

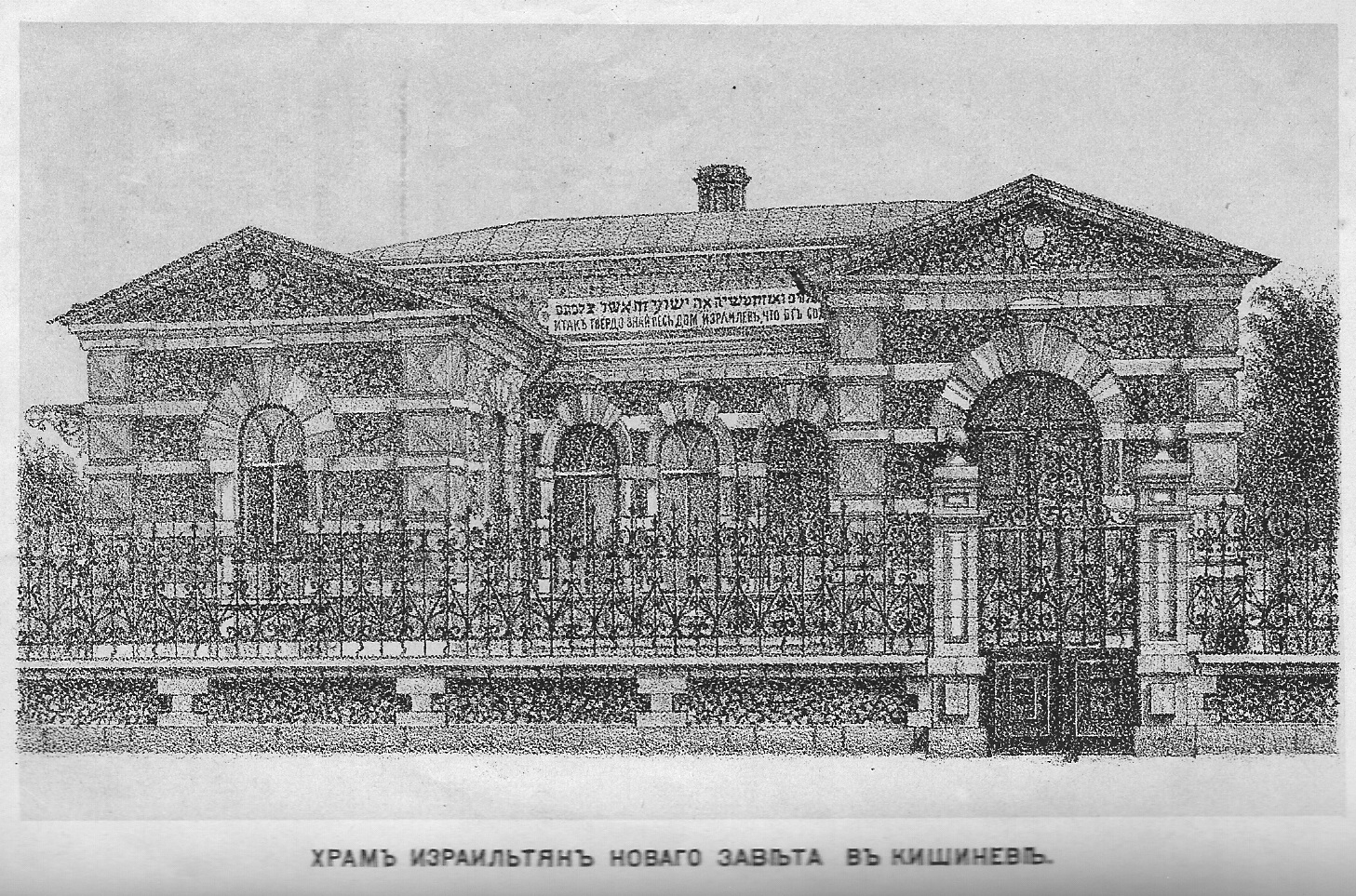
Temple des Israélites du Nouveau Testament, Chisinau, v. 1890

En 1883, il fonde l'Assemblée des Israélites du Nouveau Testament (Собрание израильтян Нового Завета) à Chisinau en Moldavie, qui ne rejoint aucune église historique mais Rabinovich lui-même se fait baptiser dans une église luthérienne de Leipzig en 1885 et se convertit au protestantisme,. En décembre 1890, une « (en) maison de prière » de cette communauté est ouverte à Chisinau et Rabinovich rédige le programme du service du shabbat, combinant à la fois des éléments juifs et chrétiens. Selon le London Times, 250 familles rejoignent son mouvement des Juifs messianiques. On pense que la communauté judéo-chrétienne de Chisinau s'est effondrée après la mort de son fondateur en 1899.
Un peu plus tard, la maison de prière de la communauté est donnée à l'église baptiste, et la prédication du christianisme parmi les Juifs de Chisinau est poursuivie par le pasteur baptiste Lev Averbukh. En 1926, il ouvre la maison de prière Bethel à Chisinau, qui faisait partie de la confrérie baptiste. Les services se déroulaient en yiddish et la communauté elle-même se considérait comme le successeur de l'œuvre de Rabinovich.

## Judaïsme messianique auXXesiècle

### Développement aux États-Unis
Le mouvement messianique se développe aux États-Unis au début du XXe siècle, surtout à partir des années 1960 sur les campus américains, ainsi qu'en 1973 avec la fondation des « Juifs pour Jésus » par Moishe Rosen (en), un pasteur d'origine juive converti au christianisme en 1953,.

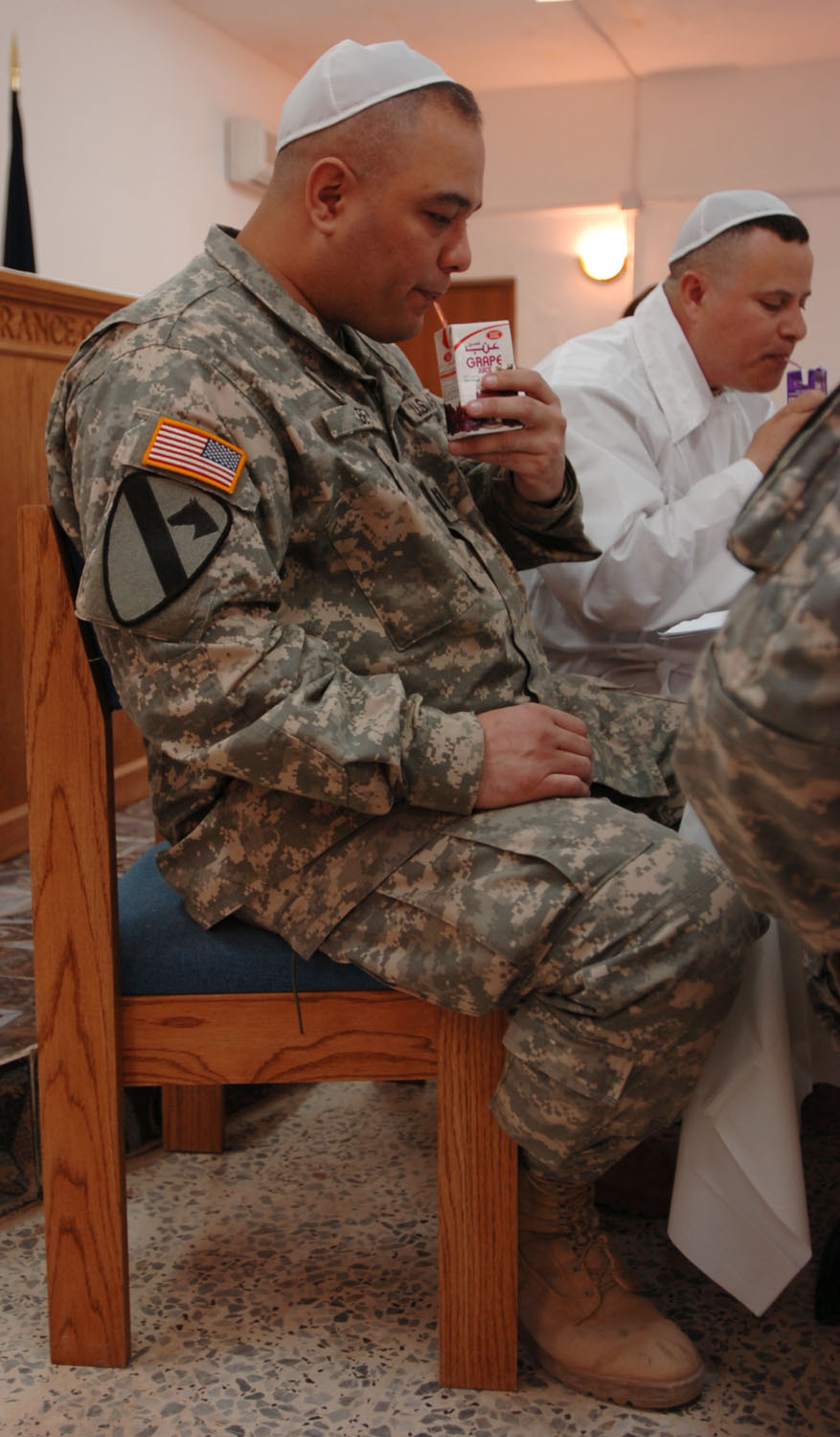
Aumônier juif participant à un Seder de Pâque organisé par des messianiques américains (en Irak, 2007)

En 1926, le missionnaire James W. Clapham arrive à Haïfa en Palestine, en provenance de Nouvelle-Zélande, s'installe dans l'ancien moulin à farine de la colonie allemande (German Colony) et en fait le foyer de la communauté juive messianique (Beit Hassada). Dans son ouvrage Palestine, Land of My Adoption paru juste après la guerre, en 1946, il écrit : « Malgré tous les événements du passé et du présent, l'esprit juif est toujours impénitent, toujours aveuglé envers le Sauveur du monde »,.
Après le développement du sionisme à la fin du XIXe, l'apparition du sionisme chrétien, puis la Seconde Guerre mondiale et la naissance de l’État d’Israël, il prend sa forme actuelle aux États-Unis à partir des années 1960,. La victoire israélienne de 1967 et la réunification de Jérusalem sont perçues par les juifs messianiques comme « un « signe des temps » particulièrement fort. Cet événement précéderait la seconde venue de Jésus et l'instauration de son règne de mille ans à Sion, à l'issue de la guerre finale de Gog et Magog ».
En 1996, aux États-Unis, la Convention baptiste du Sud a fait de la conversion des juifs au christianisme évangélique une de ses priorités, allouant des sommes importantes à la poursuite de cet objectif. Comme les membres d'autres mouvements chrétiens, nombre de chrétiens born-again sont en effet persuadés que le retour du Christ est lié à la conversion des Juifs. L'argent est notamment investi dans la création de « synagogues judéo-chrétiennes » destinées à accueillir, dans cette visée prosélyte, les Juifs hésitants. D'après le rabbin Bentzion Kravitz, fondateur du mouvement Jews for Judaism (en) en réaction au mouvement Jews for Jesus, le nombre de ces « synagogues » s'élevait en 2006 à plus de 400 et le nombre de convertis à 275 000.
Une chercheuse canadienne constate : « Selon les convictions religieuses des [Juifs messianiques], le retour du Messie sera assuré une fois que son peuple élu (le peuple juif) aura reconnu Yeshua (Jésus-Christ) comme le Messiah d’Israël. La conversion de chaque Juif au messianisme (chrétien) constitue donc un pas vers le retour du Messie et la rédemption du monde. Dans ce contexte, nous avons constaté, parallèlement à l’accueil chaleureux reçu, de subtils mécanismes de pression pour nous influencer et tenter de nous convaincre d’accepter Yeshua comme notre sauveur. Ainsi, le rabbin a entretenu de longues discussions avec nous afin de démontrer que l’Ancien Testament parlait continuellement de Jésus dans un langage codé ».

### Mission en Israël

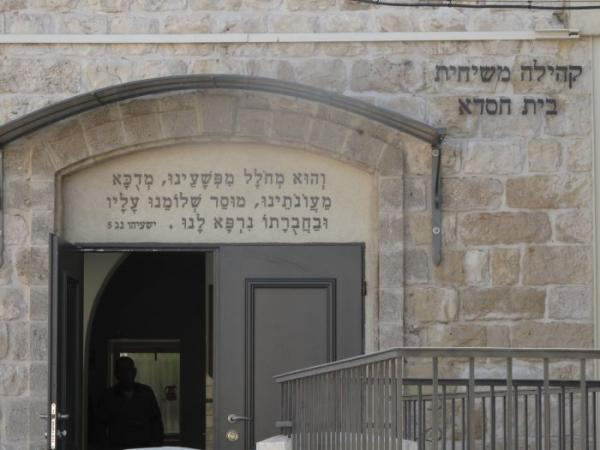
Entrée de la Messianic Jewish Alliance fondée par James W. Clapham à Haïfa

« Comme pour de nombreuses confessions chrétiennes, le travail missionnaire fait partie de la pratique messianique ».
Le nombre des ministères locaux se multiplie dans le pays par le biais de nombreuses initiatives : 70 congrégations messianiques existent dans tout Israël, selon Kehila (site d’information et plate-forme médiatique pour les messianiques du pays), dont une, Adonai Roi, dirigée par Dugit (site « pour apporter la Bonne Nouvelle au peuple d'Israël ») et par Mizrachi à Tel Aviv où se trouvent la congrégation messianique, le café HaOgen (lieu extérieurement anonyme sis au nord de la place Dizengoff), une salle de prière, un service de Shabbat, une association caritative pour les pauvres, le site Internet de Dugit - qui indique qu’il organise également une conférence annuelle pour les femmes et est impliqué dans une chaîne de télévision évangélique que l’autorité de diffusion israélienne a fermée en 2020.

#### Légalité et perception
Le prosélytisme est légal en Israël ; seuls sont interdits l'offre de conversions religieuses en échange d'un cadeau matériel ainsi que le prosélytisme des mineurs sans le consentement de leurs parents.
Le rapport 2010 sur la liberté religieuse dans le monde, émanant du département d’État américain, indique qu’Israël a « pris un certain nombre de mesures qui ont encouragé l’idée que le prosélytisme est contraire à la politique du gouvernement », comme détenir des missionnaires ou refuser la prolongation de certains visas. Partant, les missionnaires pour le messianisme de Jésus prétendent être persécutés pour leur foi en Israël et ont tendance à masquer leurs activités.

### Organisations internationales
L'International Messianic Jewish Alliance est fondée en 1925 et rassemble des alliances nationales de croyants. L’Union of Messianic Jewish Congregations est fondée en 1979 ,. L'International Alliance of Messianic Congregations est fondée en 1986,.

### Statistiques

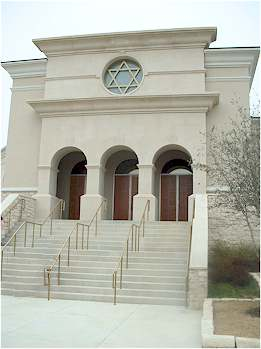
La synagogue messianique Baruch HaShem à Dallas au Texas.

En 1999, le nombre total en Israël de croyants au judaïsme messianique est d’environ 5 000 . En 2012, ils seraient entre 175 000 et 250 000 fidèles aux États-Unis, pour un nombre total estimé de 350 000 fidèles dans le monde.
Selon les représentants de la communauté, le nombre de Juifs messianiques en Israël s'est multiplié, grâce aux efforts de mission et à l’immigration. Yonatan Allon, rédacteur en chef de Kehila indique qu'en 2020, ils représentent entre 10 000 et 20 000 fidèles en Israël, dont 5 000 sont russophones,. Des congrégations s'adressent « spécifiquement aux Israéliens russophones et éthiopiens ».
Si la majorité des messianiques israéliens sont d'ascendance juive directe, ceux des États-Unis peuvent être des chrétiens évangéliques qui s'identifient comme Juifs messianiques.
L'Union of Messianic Jewish Congregations disait compter 75 congrégations dans 8 pays en 2022.

## Croyances
Sur la base de leur interprétation du Nouveau Testament, leur croyance centrale est l'acceptation de Yeshoua (Jésus) en tant que Messie d'Israël annoncé par les prophètes. Ils soulignent l'importance de leur identité juive, ainsi que des traditions du judaïsme, pour autant qu'elles soient en accord avec l'Évangile. Ils se reposent sur la Bible et considèrent que Jésus-Christ est le « Berger ».

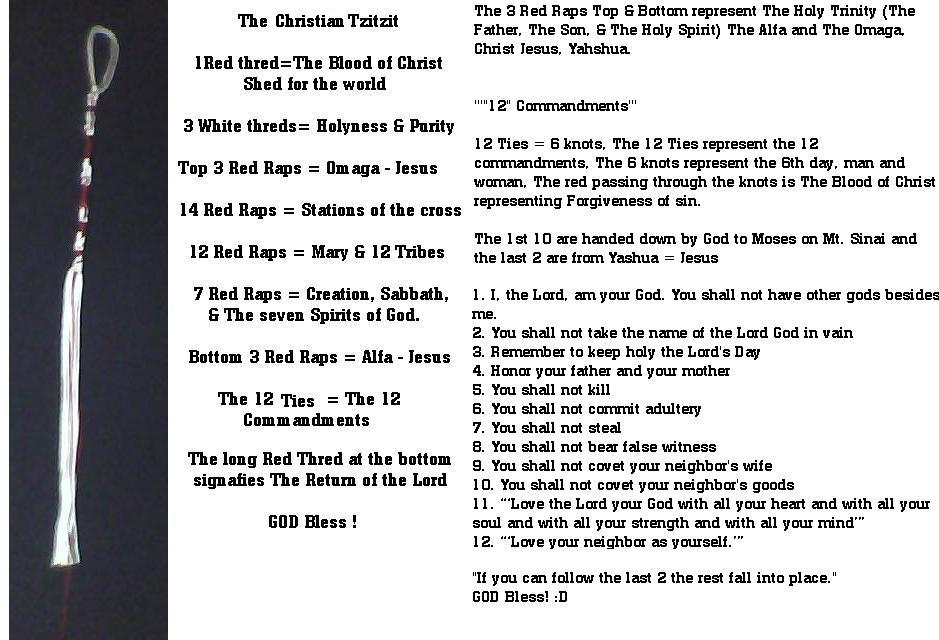
Nouage des tzitzit chrétiens

La foi du judaïsme messianique se fonde sur les bases suivantes :
- Yeshoua (Jésus-Christ) est le Fils de Dieu, celui qui était avec Dieu (la Parole), par qui le Père a créé le ciel, la terre et toutes choses ;
- La foi en Yeshoua reconnu comme le Messie, sur la base des prophéties du Tanakh, venu en sacrifice expiatoire, pour le rachat des péchés ;
- L’accès à la grâce de Dieu et au salut (à la vie éternelle et à l’enlèvement) par la repentance et la foi en Yeshoua ;
- La foi en son retour (la parousie), pour la délivrance et le rétablissement d'Israël (après sa repentance et sa conversion au christianisme). Et la venue de son règne de paix, dans les cieux et sur la Terre.

## Oppositions
Les communautés juives témoignent une certaine méfiance vis-à-vis de ceux qui se disent Juifs messianiques, parce qu'elles estiment qu'ils ne sont pas réellement juifs, et qu'elles désapprouvent leurs activités missionnaires prosélytes visant à convertir les Juifs au christianisme.
En Israël, au sein du Parlement israélien, le Comité d'amitié avec les chrétiens (Christian Allies Caucus) refuse même de travailler avec des Juifs messianiques parce qu'ils cherchent à convertir des Juifs. Josh Reinstein, son président, a déclaré : « Nous croyons qu'ils travaillent contre les intérêts de l'État d'Israël ».
Le groupe des Jews for Jesus est particulièrement controversé, notamment ses membres juifs convertis lorsqu'ils demandent à bénéficier de la nationalité israélienne dans le cadre de l'Alya. En 1970, un amendement à la Loi du retour en a exclu les Juifs ayant volontairement changé de religion. En décembre 1989, la Cour suprême israélienne, dans un arrêt faisant jurisprudence, a confirmé le rejet de la demande de naturalisation introduite par deux Juifs messianiques d'Afrique du Sud, Gary et Shirley Beresford.

## Établissements d'enseignement
- Jewish University of Colorado (Université juive du Colorado)[33],[34].